# Selterswasser

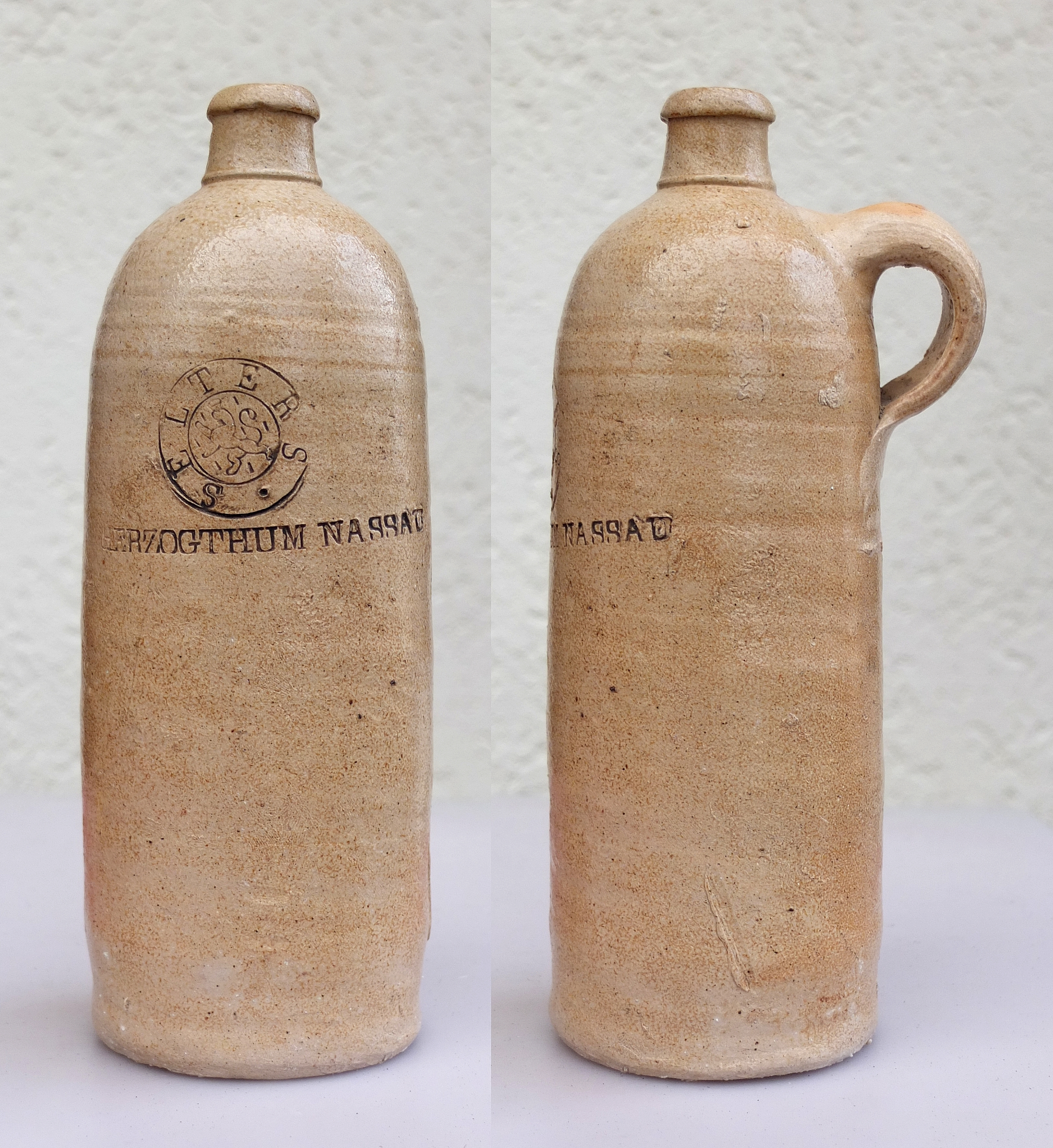
Mineralwasserkrug der Quelle in Niederselters aus dem 19. Jahrhundert

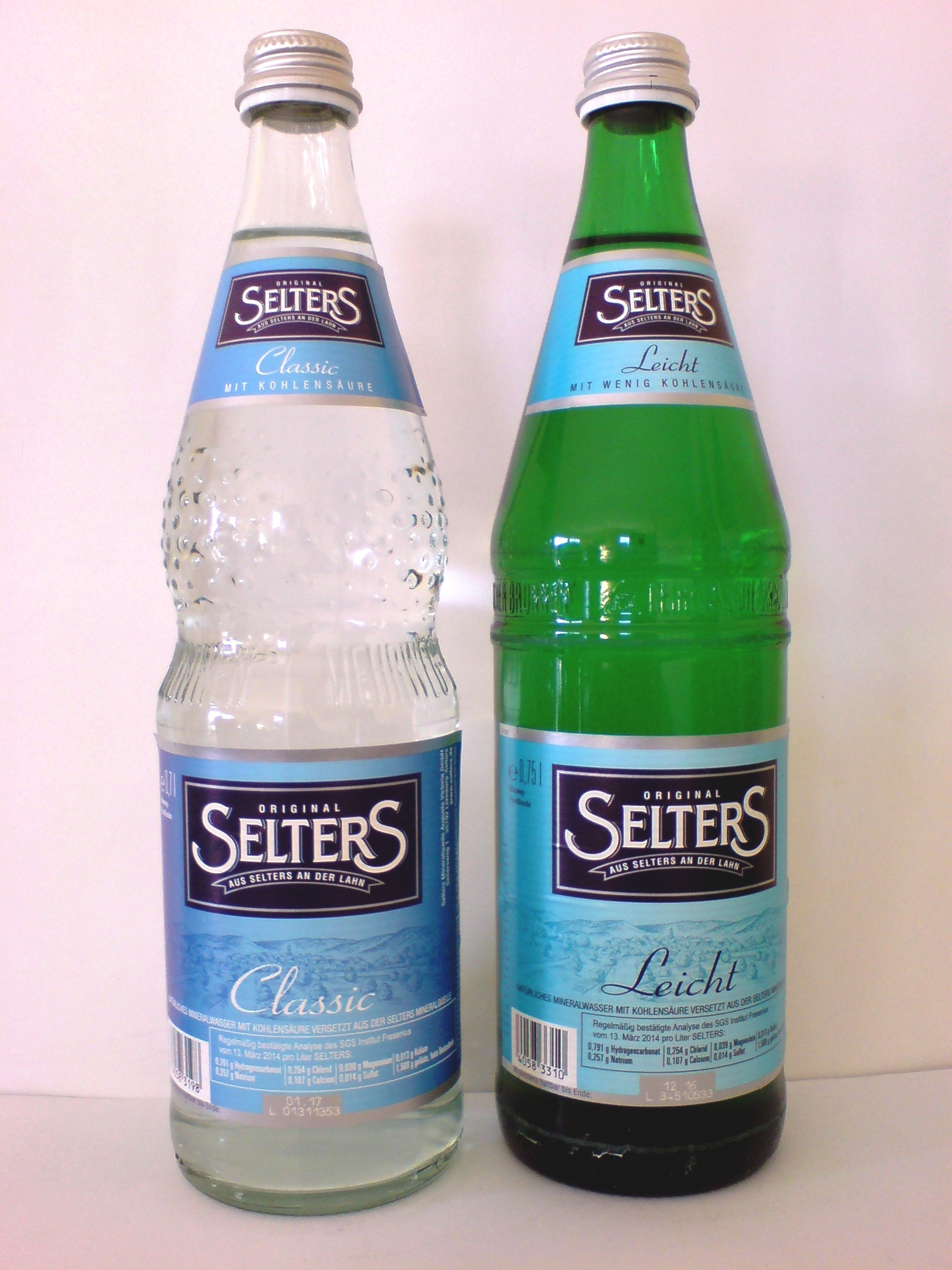
Selters Classic und Leicht aus Selters an der Lahn

Selterswasser, Selters oder Selterwasser, in Nord- und Ostdeutschland auch Selter, ist ein zum Gattungsbegriff gewordener Markenname für kohlensäurehaltiges Mineralwasser oder Sprudel. Zeitweilig wurden zwei konkurrierende Mineralwassersorten unter demselben Namen vermarktet: die aus der ursprünglichen, namengebenden Quelle in Niederselters im Taunus und die aus der heute allein noch bestehenden Quelle aus Selters an der Lahn, beide in Mittelhessen gelegen.

## Geschichte

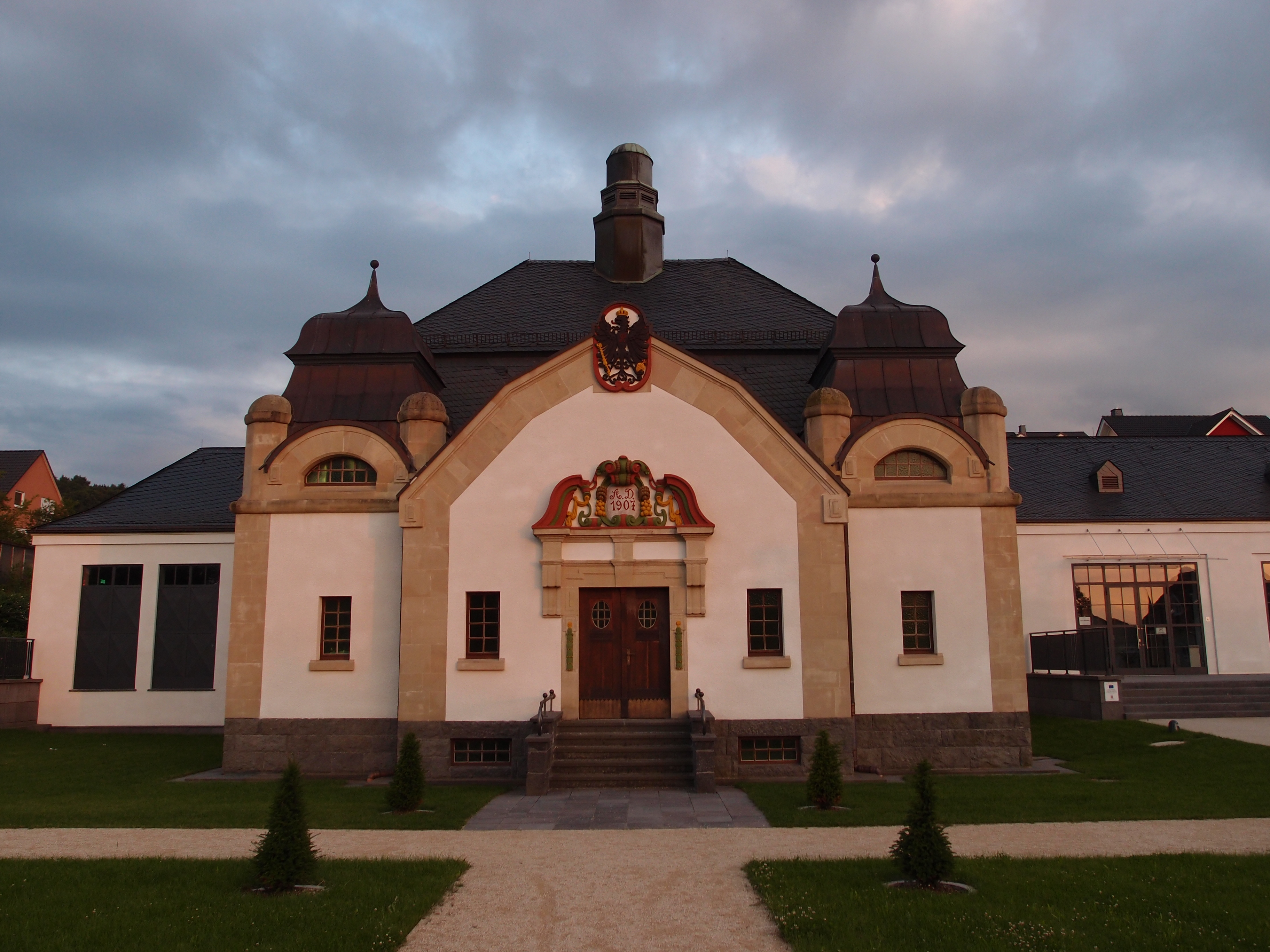
Brunnentempel in Niederselters

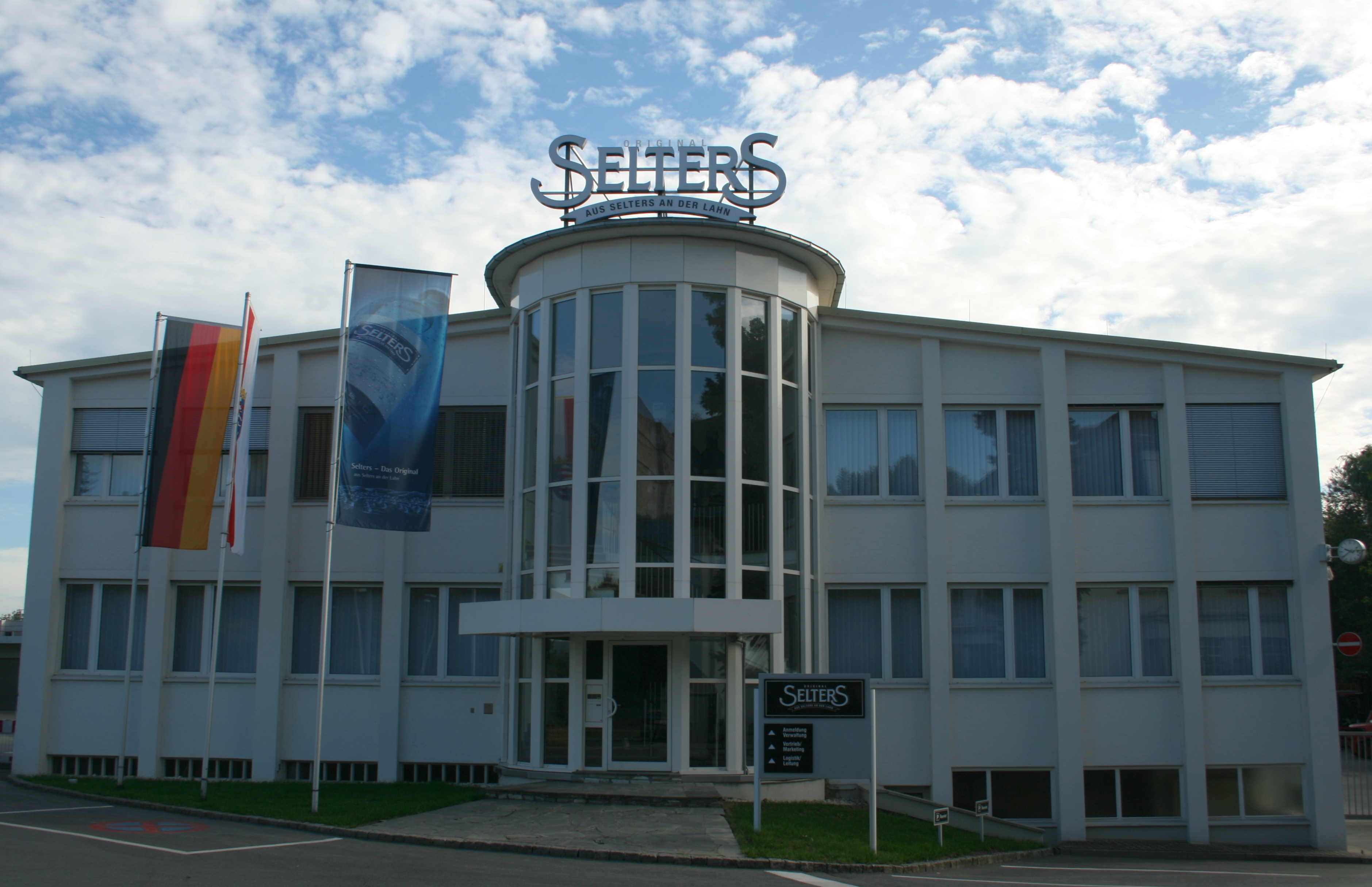
Gebäude der Selters Mineralquellen in Löhnberg-Selters

Wappen von Niederselters

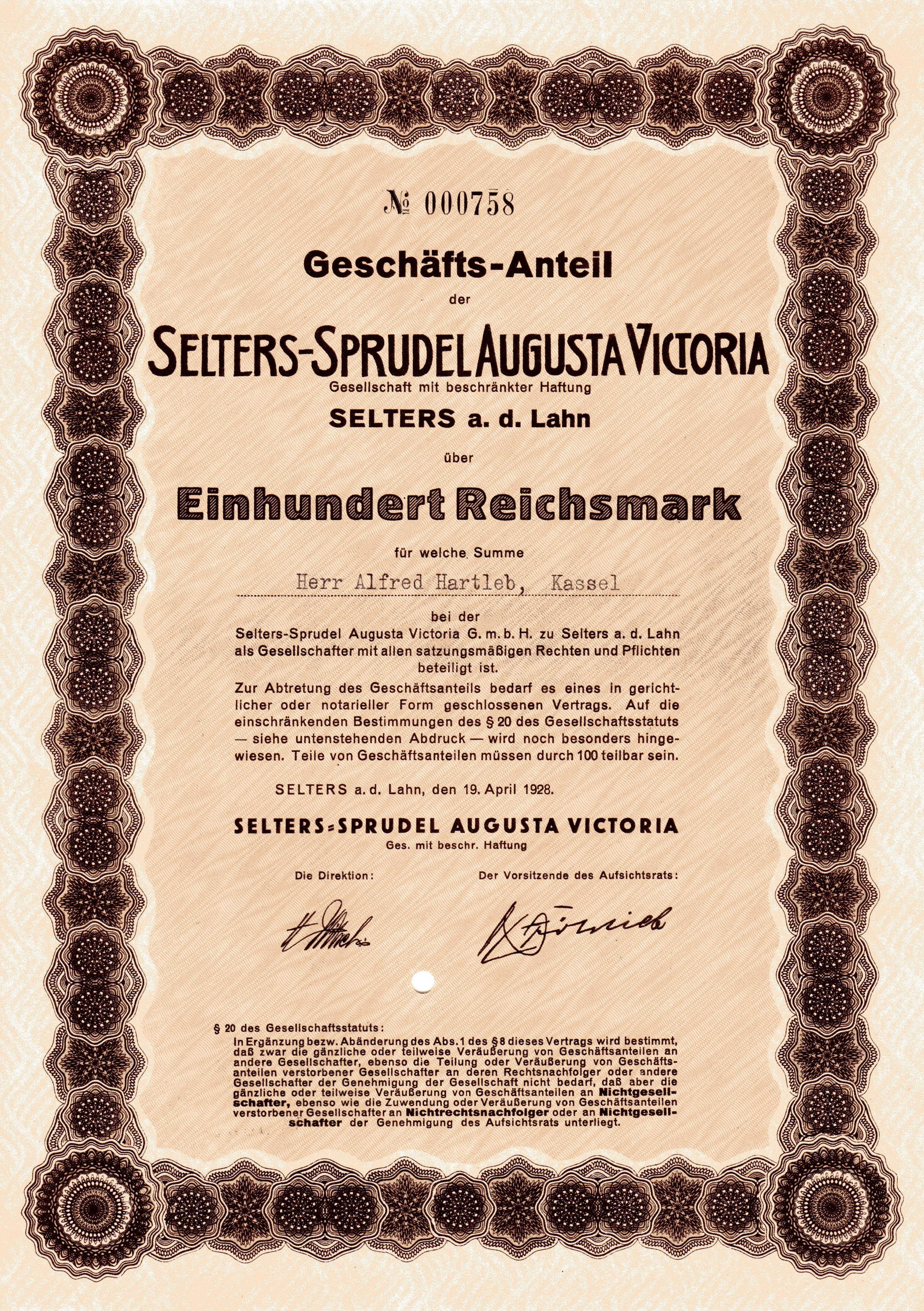
Geschäftsanteil an der Firma Selters-Sprudel Augusta Victoria GmbH vom 19. April 1928

Die Römer nannten Stellen, an denen sprudelndes, „tanzendes“ Wasser an die Oberfläche drang, Aqua Saltare. Aus diesem Saltare wurde im Laufe der Zeit zunächst Saltrissa und schließlich Selters. In einer Urkunde des Klosters Fulda aus dem Jahr 772 wird die Quelle in Niederselters mit dem Namen „Saltrissa“ bezeichnet. Nur Mineralwasser aus den Quellen dieses Orts wurden ursprünglich als Selterswasser oder Selterser Wasser bezeichnet. Dabei handelt es sich um einen alkalisch-muriatischen Säuerling, d. h. um ein aufgrund seines Natriumhydrogencarbonat-Gehalts basisches kochsalzhaltiges Mineralwasser mit einem natürlichen Kohlensäure-Gehalt von über 250 mg/l. 
Der Wormser Arzt Jakob Theodor Tabernaemontanus stellte im Jahr 1581 in seinem Werk Der Neuw Wasserschatz die Heileigenschaften des Brunnenwassers aus Niederselters heraus. Seit dem späten 16. oder dem 17. Jahrhundert wurde es in Millionen von Steinzeugkrügen exportiert. Diese so genannte Selterswasserflasche befindet sich bis heute im Wappen der Gemeinde Niederselters.
Im Jahr 1908 wurde eine ca. 30 Kilometer von Niederselters entfernte Quelle in Selters an der Lahn in Betrieb genommen, als zweiter Brunnenbetrieb des Orts nach Neuselters (siehe auch: Geschichte der Mineralquelle Niederselters). Danach wurden 90 Jahre die Mineralwässer aus beiden Orten unter dem Namen Selters vermarktet. Zur Unterscheidung wurde das Wasser aus Niederselters zeitweise auch als „Urselters“ bezeichnet. Das Land Hessen als Rechtsnachfolger Preußens verpachtete die ursprüngliche Quelle nach dem Zweiten Weltkrieg an die Firma Lehnig aus Eschwege. 
Im Jahr 1990 erwarb der Eigentümer der konkurrierenden Quelle in Selters an der Lahn, die Frankfurter Binding-Brauerei, den Betrieb in Niederselters und stellte anschließend den überregionalen Vertrieb des dortigen Mineralwassers ein. Bis 1999 wurde das „originale“ Selters noch lokal vertrieben, dann wurde der Brunnenbetrieb in Niederselters geschlossen. Seitdem ist das Mineralwasser der Selters Mineralquelle Augusta Victoria GmbH aus Selters an der Lahn das einzige im Handel erhältliche mit dem Markennamen „Selters“. Es wird in drei Sorten mit abnehmendem Kohlensäuregehalt angeboten: Classic, Medium, Sanft und Naturell. Zudem vermarktet Selters unter seiner Marke auch trinkfertige Apfelschorle.

## Namenkundliches

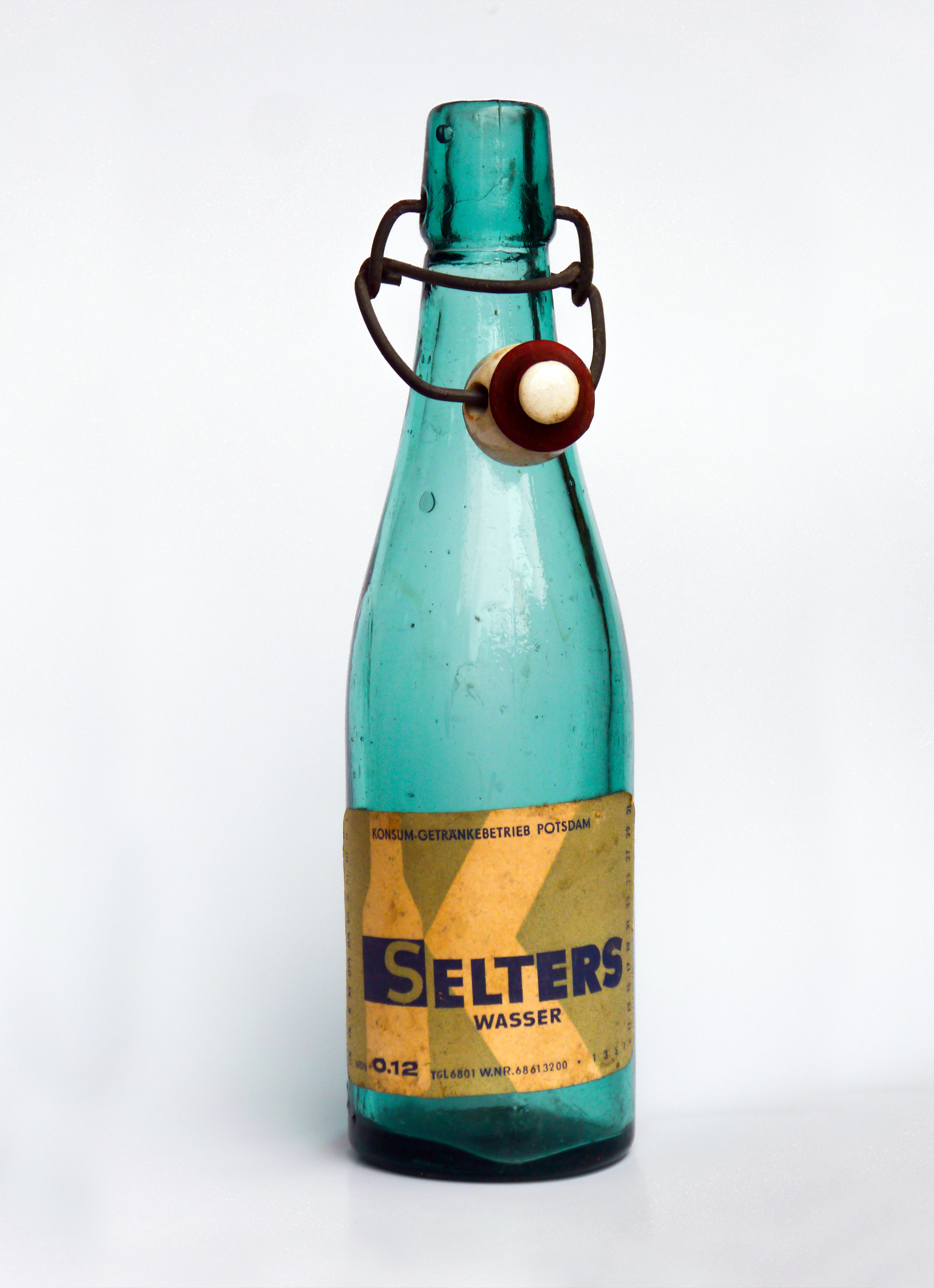
Selterswasser-Flasche, DDR um 1960

Der Markenname „Selters“ hat sich verselbstständigt und ist zum Gattungsnamen geworden. Er wird häufig als Synonym für Mineralwasser im Allgemeinen verwendet. Davon leitet sich auch die Redewendung „Sekt oder Selters“ ab. Offiziell wurde diese generische Verwendung des Namens in der Bundesrepublik Deutschland mit der Änderung der Mineral- und Tafelwasserverordnung von 1984 beseitigt. In der DDR lebte die generische Verwendung des Begriffs fort. Mitunter wurde dort auf Mineralwasserflaschen anderer Getränkehersteller auch die Bezeichnung „Selterswasser“ gedruckt. Diese Bezeichnung endete aus rechtlicher Sicht erst mit dem Auslaufen der Übergangsbestimmungen der Wiedervereinigung.
Seltzer ist eine Abwandlung des deutschen Wortes Selterser, also „von Selters stammend“, und wird außer im Ausdruck Aqua Seltzer überwiegend im englischen Sprachraum (Seltzer water) für ‚Selterswasser‘ verwendet. Hard Seltzer ist ein alkoholisches Getränk mit Kohlensäurezugabe.
Das Wort Seltzer fand auch Eingang in das Kunstwort Alka-Seltzer, den Markennamen für ein schwaches bis mittelstarkes Schmerzmittel mit dem Wirkstoff Acetylsalicylsäure (ASS).